# Capitão-mor

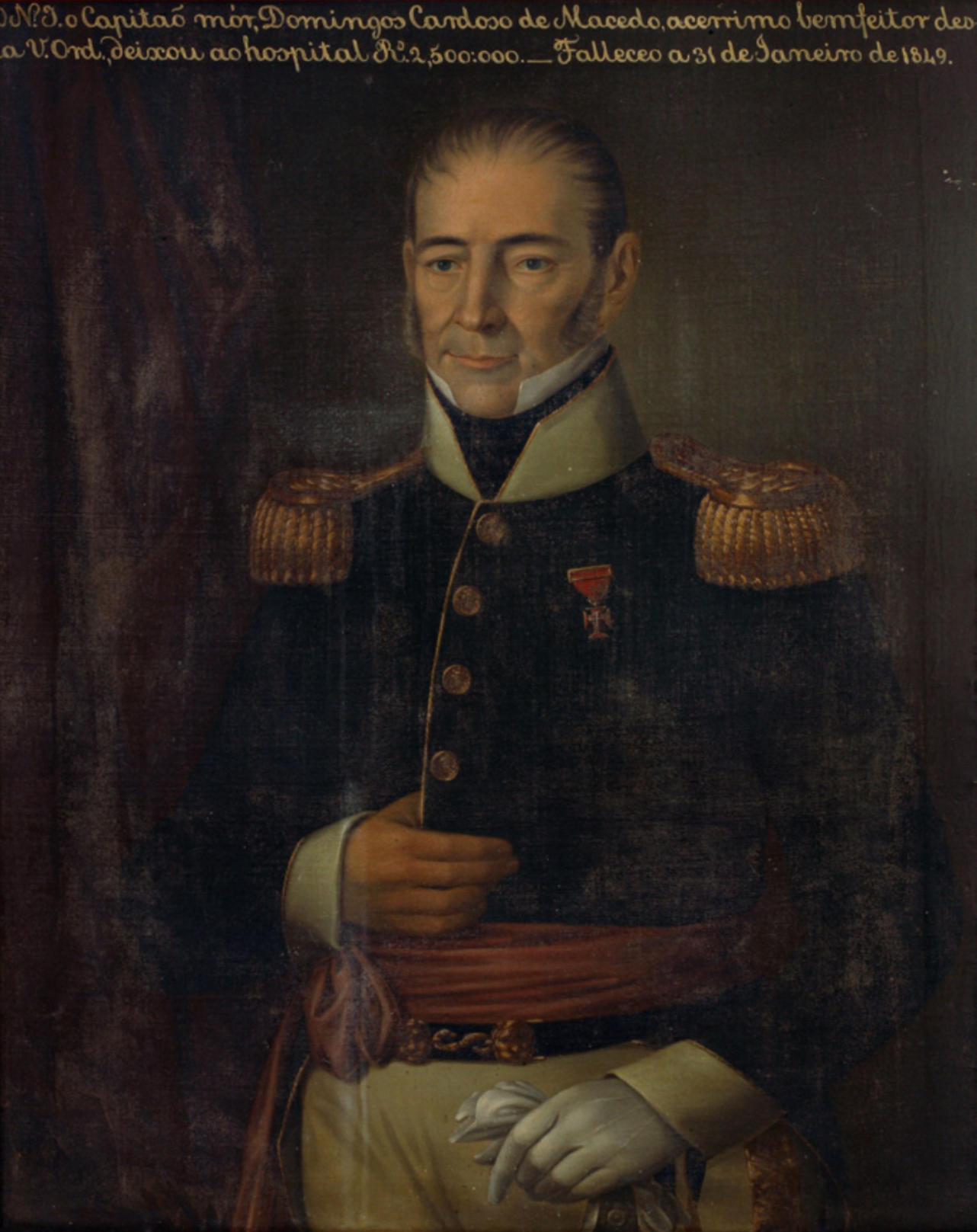
Retrato de Domingos Cardoso de Macedo (1780–1849), último Capitão-Mor de Ordenanças de Guimarães

Capitão-mor era a designação do oficial militar responsável pelo comando das tropas de Ordenança (forças militares) nas regiões de Portugal (vila, cidade, concelho) entre os séculos XVI e XIX.
Posteriormente a designação foi aplicada a outras funções militares e administrativas na Marinha e nas colonias portuguesa ultramarinas. Foi uma designação de uso corrente no Brasil na época colonial (durante as capitanias hereditárias)

## História
Segundo o Regimento dos Capitães-Mores do rei Dom Sebastião I, publicado em 1570, em cada terra do Reino de Portugal e dos Algarves existiria um capitão-mor (assistido por um sargento-mor) que era responsável pelas capitanias hereditárias e companhias de Ordenança aí existentes. Seriam, por inerência, capitães-mores, os senhores ou os alcaides-mores, respectivamente, no caso dos domínios senhoriais ou das terras da Coroa. No caso de terras que não tivessem senhor nem alcaide-mor, o capitão-mor seria eleito pela câmara local.
Com o passar dos tempos e o surgimento do exército pago, já no período da Guerra da Restauração, o capitão-mor transitou de posto militar para cargo que podia ser desempenhado por militar com qualquer patente, fosse ele do exército pago ou da milícia de ordenança. Esta milícia passou então a ser uma reserva de segunda linha, relegada até para terceira linha, quando em 1646 surgiram os milicianos auxiliares a pé, e em 1650 os auxiliares a cavalo.
Não obstante, a capitania-mor manteve o prestígio de tempos anteriores, pois além das já referidas tarefas de recrutamento, treino e comando de tropas da ordenança, implicava também as funções de governo militar da localidade (caso não existisse um governador especificamente designado por entidades superiores). Em algumas terras esse governo podia caber a um sargento-mor (da ordenança), embora as funções primordiais deste fossem eminentemente militares.
Em 1764 as capitanias foram agrupadas em 45 distritos de recrutamento.
Em 1808 os distritos de recrutamento foram substituídos por 24 brigadas de ordenança, cada uma delas, dividida em oito capitanias. Os capitães-mores eram, então, equiparados aos tenentes-coroneis das tropas de 1ª e 2ª linhas.

## Capitães-mores no Ultramar
No Império Português Ultramar também existiram capitães-mores com funções semelhantes. Em certos territórios, a designação "capitão-mor" foi aplicada ao capitão do donatário que, entre outras funções, era também responsável pelas tropas recrutadas localmente.
No final do século XIX os territórios sob jurisdição militar de Angola e Moçambique, foram divididos em circunscrições denominadas "capitanias". Cada capitania era chefiada por um oficial militar com o título de "capitão-mor". Os capitães-mores, além de funções militares, eram responsáveis por representar o governo e chefiar a administração pública na sua capitania. Os cargos de capitães-mores acabaram por ser extintos na primeira metade do século XX, na sequência da passagem para a jurisdição administrativa civil de todo o território de Angola e Moçambique.

## Capitão-Mor do Mar
O cargo de Capitão-Mor do Mar foi criado, em 1373, pelo Rei D. Fernando I para complementar o Almirante de Portugal no comando da Marinha Portuguesa.
No século XVII esse cargo de Capitão-Mor do Mar passou a designar-se "Capitão-General da Armada Real dos Galeões de Alto Bordo do Mar Oceano".